# Thalpophila texta
Thalpophila texta är en fjärilsart som beskrevs av Eugen Johann Christoph Esper 1787. Thalpophila texta ingår i släktet Thalpophila och familjen nattflyn. Inga underarter finns listade i Catalogue of Life.